# Európai vörös róka
Az európai vörös róka (Vulpes vulpes vulpes) az emlősök (Mammalia) osztályának ragadozók (Carnivora) rendjébe, ezen belül a kutyafélék (Canidae) családjába tartozó vörös róka (Vulpes vulpes) egyik alfaja.

## Előfordulása
Az európai vörös róka elterjedési területe egész Európa, ahol minden elképzelhető élőhelyen megtelepedett.

## Megjelenése
Az európai vörös róka fej-test hossza 60-90 centiméter, farokhossza 35-40 centiméter, testtömege átlagosan mintegy 7 kilogramm. Alakja félreismerhetetlen. Bundájának színe vörös, farka vége fehér és lábszára fekete.

## Életmódja
Az európai vörös róka számára a legkedvezőbb életfeltételeket a nem háborgatott, sűrű erdőségek nyújtják, de a hegységek szurdokaiban, a tengerpartok homokbuckáin és a szántóföldeken is otthonos, sőt a parkokban, külvárosi veteményeskertekben is felbukkan. A túlnyomóan alkonyatkor és éjszaka tevékenykedő állat magányos ragadozó, és a szaporodási időszak kivételével ritkán csatlakozik fajtársaihoz. Magyarországon az emberen és a kutyán kívül más természetes ellensége nincsen. Viszont ahol még vannak farkasok, hiúzok, nagy testű sasok és uhuk, ott a rókának figyelmesnek kell lennie. A kölykök és a fiatalok sokszor esnek ezeknek áldozatul. A tapasztaltabb, erősebb vadmacskák is legyőzhetik, ha összetűzésbe kerülnek vele. A róka egy igen veszélyes kór, a veszettség terjesztője. Tápláléka egerek, madarak, rovarok stb.

## Szaporodása
A szukák tél közepén tüzelnek. Tiszta, holdvilágos januári, februári éjszakákon az erdőkben messzire hallatszik a rókák csaholása és vonyítása. A párzás helyszíne legtöbbször a rókavár. 50-52 nap vemhesség után a szukák 3-5, néha több kölyköt vetnek az erre a célra kialakított vacokban. Születéskor még csak vakond nagyságúak. Tömegük 80-150 gramm között mozoghat. Hamar felcseperednek, szemüket 12-14 naposan nyitják ki. Két hónaposan már kijönnek a lyukból, és rengeteget hancúroznak, miközben az eredményes vadászathoz szükséges összes mozgásformát begyakorolják. Az első húscafatokat anyjuk előemésztve kínálja nekik, így fokozatosan állhatnak át az anyatejről a szilárd élelemre. Hamarosan már magát a zsákmányt is harapdálják, és ráncigálják a korábbi lakomák maradványait, amelyek a lyuk szája előtt gyűlnek össze. A rókakölykök játéka kétségtelenül az egyik legbájosabb jelenség, amit még hazánkban is vadon meg lehet figyelni. Nem minden kölyök születik igazi rókavárban. Ahol erősen üldözik őket, ott az is megeshet, hogy a szuka egy sűrű bozótosban vagy a mezőn ellik le, ahol az általános rókairtás címén folyó lyukgázosítást elkerüli. Az európai vörös rókáknak tehát alkalmazkodóképességük és szaporaságuk révén mindig sikerült kiheverniük a pusztításokat, bár az ember tényleg minden eszközzel üldözi őket.

## Háziasítva
A vörös rókákat sikeresen háziasították a szovjet tudósok azt kutatva, hogyan is tudta az ember a kutyát létrehozni. Kiválasztva a legszelídebbeket és párosítva egymással pár generáció múlva teljesen szelíd rókák lett az eredmény, melyek már nem csak hogy nem félnek az embertől, szeretik az emberek közelségét. Kaliforniában, az USA-ban pillanatnyilag nagy divatnak örvend a rókák behozatala. Egy szibériai farmról vízzel és étellel ellátott kis ketrecekben repülőgéppel juttatják el az új gazdához az állatokat, melyek már a reptéren nagy feltűnést keltenek. A háziasított róka viselkedése legjobban a kutyáéhoz hasonlít, de okosabbak a kutyáknál és sokszor még ügyesebbek is, amellett, hogy nagyon játékosak és vidámak. "Ravasz, mint a róka." közmondás épp ezért nagyon találó.